# 放電
放電（ほうでん）は絶縁体である気体などに電圧がかかることによって、気体に絶縁破壊が生じて電子が放出され、電流が流れる現象である。形態により、雷のような火花放電、コロナ放電、グロー放電、アーク放電に分類される。(電極を使用しない放電についてはその他の放電を参照)
もしくは、コンデンサや電池において、蓄積された電荷を失う現象である。この現象の対義語は充電。
典型的な放電は電極間の気体で発生するもので、低圧の気体中ではより低い電位差で発生する。電流を伝えるものは、電極から供給される電子、宇宙線などにより電離された空気中のイオン、電界中で加速された電子が気体分子に衝突して新たに電離されてできた気体イオンである。
通常、放電は気体中において発生することが最も一般的であるため、気体中で起こる放電を指して特に、気体放電とも呼ばれる。

## 非自続放電

### 暗流（暗電流）
大気中において、自然放射線などにより発生するイオンの数は毎秒10-20個/cm3程度であり、これにより1000-2000対/cm3程度のイオン対が大気中には存在する。大気中で対向する電極に電圧を印加すると、イオンが電極に捕えられ、微弱な電流が流れる。これを暗流と呼ぶ。電極に印加する電圧を上昇させると暗流は大きくなるが、一定の電圧をこえると、電極間に発生する全てのイオンが電極に捕えられ、電圧に関わらず一定の電流が流れるようになる。この時の電流の値は、10-17A/cm2程度である。

## 自続放電

### 火花放電
火花放電（フラッシオーバ、絶縁破壊あるいは全路破壊）は、電圧がある限界をこえると、電極間に火花が観察される現象で、不連続な過渡的現象の場合を指す。
電極間に印加する電圧を上げると、電極間に存在する気体分子が高電圧によって加速された電子と衝突して電離し（α作用と呼ぶ）、また、電離によって生成された正イオンが負極に衝突する際に起こる二次電子放出により負極より電子が電極間の空間に供給される（γ作用と呼ぶ）ようになる。これらの二つの作用により生成される荷電粒子の量が、両電極あるいは周囲の空間へと失われる量よりも多いと、電極間に流れる荷電粒子の量はなだれ的に増加し、電極間には大電流が流れるようになることで起こる。
火花放電が継続的に流れるとグロー放電あるいはアーク放電となる。放電路の発光は放電ギャップ全長で認められる。雷は帯電した積乱雲内あるいは大地間に発生する大規模な火花放電である。通常、気体あるいは沿面放電の場合をフラッシオーバ、液体、固体、真空の場合を絶縁破壊の語を用いる。

### コロナ放電（局部破壊放電）
コロナ放電（英語：Corona discharge）は尖った電極（針電極）の周りに不均一な電界が生じることにより起こる持続的な放電の総称。この際、針電極周辺に認められる発光部をコロナと呼ぶ。名称は放電で生じる発光が太陽のコロナと似ていることによる。コロナ放電によって流れる電流は小さく、数μA程度である。気体中にイオンを増加させることができるので集塵機などに応用されている。放電路の発光は電界の集中する針電極周囲に限定して認められる。火花放電においても、主放電路形成に先だって認められる。また、送電線においても雨天時などにしばしば発生する。
コロナの状態は針電極の極性と電極間にかける電位差により状態が変化する。特に正極側の針電極に発生するものを正針コロナ（正極性コロナあるいは正性コロナ）、負極の物を負針コロナ（負極性コロナあるいは負性コロナ）と呼ぶ。
針対平板ギャップにおけるコロナ放電の状態は次の通り。
正針コロナ（針電極を陽極とした場合のコロナ）は電極間に架かる電圧の上昇とともに電極端部に密着したグローコロナ（膜状コロナとも）から音（コロナ音）を伴うブラシ状を経て払子状となり、全路破壊に至る。グローコロナが間欠的なものから持続的なものに変化する過程で短い（1mm程度）ストリーマ状（繊維状）の放電を伴う。払子コロナ（ストリーマコロナ）はストリーマが多数集まって成長したものである。払子コロナが対向平板電極に達すると全路破壊となり火花放電を生じる。ブラシコロナはギャップ長が短い（15cm以下）場合形成されず払子コロナに移行する。
負針コロナは正針コロナに比べ低い電圧で形成される。ストリーマを伴うグローコロナが形成されるが、正針コロナと異なり大きく成長する事はなく、グローコロナのまま全路破壊に至る。全路破壊に至る電圧は、ギャップ長が長い（3cm以上）場合正針コロナの場合よりも高くなる。
針対針ギャップの場合、払子コロナの形成は認められず、グローコロナとブラシコロナが認められる。大気中でギャップ長が10cm以下の場合、ブラシコロナの形成も無く全路破壊に至る。
高周波（10MHz以上）による放電の場合、電極間容量の充放電のため、全路破壊に至ること無く電極間に大きな電流（直流のコロナ放電の場合の100～1,000倍程度）が流れる。このため、コロナ部分の電子・イオン密度が非常に高く、温度も数千℃に達し、コロナの形状も大きく火炎状になる。これを火炎コロナと呼ぶ。

### グロー放電
グロー放電（英語：Electric glow discharge）は低圧の気体中の持続的な放電現象である。電極間空間への荷電粒子供給が、正イオンの負極への衝突の際に起こる二次電子放出（γ作用）と負極・正極間を移動する電子による気体分子の電離（α作用）によるものである。電流が増加するとアーク放電に遷移する。放電管に封入されたガスの種類によって、いろいろな色に発光する。
放電の構造は気体の種類、圧力、放電管の形状などにより変化する。陰極側から並べて、陰極降下部（アストン暗部、陰極グロー（陰極層）、クルックス暗部（陰極暗部）からなる。陰極グローが複数層認められる場合もある）、負グロー、ファラデー暗部、陽光柱、陽極グロー、陽極暗部などの構造が認められる。

### アーク放電
アーク放電は電極からの電子の放出が前述のγ作用以外のものが主となる放電の形態で、放電の最終形態となっている。
照明ランプや、アーク溶接に利用され、たとえば、蛍光灯においては、低気圧水銀蒸気中における熱陰極アークが利用されている。
アーク放電は負極からの電子放出の形態により、負極の加熱により起こる熱電子放出による熱陰極アークと、負極表面に存在する非常に強い電界により直接電子が放出され（電界放出あるいは冷電子放出と呼ぶ）る冷陰極アーク（電界アークとも呼ばれる）に分れ、負極が炭素・タングステンなどの高沸点材の場合は熱陰極アーク、鉄・銅・水銀などの低沸点材の場合は冷陰極アークになるとされるが、不明な点も多い。
また、放電路における気体分子の電離も電極間の気体圧力により異なり、低圧の場合はグロー放電同様α作用によるが、標準気圧～高圧では熱電離が主となる。
標準気圧の空気中ならば電極間に熱電離したイオンの量が十分に存在する為、イオンが電路の役割を果たし、非常に低電圧大電流で放電を保つことが可能になる。このときの温度は10000Kを超える。

### その他の放電
上記までの絶縁破壊による放電現象は全て直流で起こる放電であり、対となる電極（正極と陰極）を必要とする放電であった。 しかし、放電には「プラズマを発生させること」の意味合いもあり、こちらの定義に沿えば電極を必要とせずとも放電が可能な方法がある。 また、交流による放電には、交流の周波数によって上記に属さない放電が起こる。
誘電体バリア放電別名、無声放電。電極の一方か両方を絶縁体で覆い、電極間で直接放電させないようにし、そこへ交流高電圧を印加することで放電を起こす。
RF（Radio Frequency）放電高周波放電の一つであり、容量結合プラズマや誘導結合プラズマがある。誘導結合プラズマは電子の捕捉現象により、電極間またはコイル内に存在する気体分子がα作用だけで放電が維持される。
マイクロ波放電300 MHz以上のマイクロ波を利用し、空洞共振器を用いてマイクロ波の定在波領域にプラズマを生成することによる放電。

## 沿面放電
気体、あるいは液体中の放電ギャップの間に絶縁体（誘電体）が存在する場合、コロナ放電あるいは火花放電では絶縁物の表面に沿って樹枝状の放電路が形成される。この様な放電を沿面放電と呼ぶ。沿面放電による火花放電の場合、絶縁体表面の変質を伴わないものをフラッシオーバ、伴うものをトラッキングと呼び区別している。
絶縁体表面に樹脂・鉛丹粉末を附着させコロナ放電を起こさせると放電路の形状を記録することが出来る。これを粉末図形と呼ぶ。また、絶縁体表面に感光乳剤あるいは写真乾板を載せることでも記録できる。この場合の記録図形をリヒテンベルク図形と呼ぶ。リヒテンベルク図形のうちコロナ放電によるものをクリドノグラフと言い、記録図形は電極に印加された電圧にのみ依存するため、雷等予測不可能な異常電圧を簡易に記録する方法として利用されている。

## 電子放出
放電を持続的に継続させるためには、電子が電極から連続的に放出されねばならない。電子を放出するのに必要なエネルギーは仕事関数と呼ばれ、電子が放出されるには、それを超える必要がある。電子を放出するためのエネルギーは以下のようなものがある。
- 熱電子放出：電極が加熱されることによって熱エネルギーによって電子を放出するものである。
- 電界電子放出：金属の表面に強い電界を作用させて電子を放出させる。
- 2次電子放出：電極に荷電子が衝突するエネルギーで放出される電子。

たとえば蛍光灯のなかでは放電が行われているが、電極をフィラメントにして加熱し、電極表面を構成する物質として仕事関数の小さい電子放出性物質（アルカリ土類金属（バリウム、ストロンチウム、カルシウムなど）や希土類（イットリウム）の酸化物）を選択することで、電子が放出されやすい状態を作っている。